# Klakson i spółka
Klakson i spółka (ang. Wheely) – malezyjsko-brunejsko-dżibutańsko-malediwski film animowany z 2018 roku.

## Fabuła
Klakson jest taksówką w wielkiej metropolii, zamieszkanej przez auta. Lakier ma nieco zdarty, pod maską czasem coś stuka, ale z reflektorów dobrze mu patrzy. Jak mało kto zna tutejsze ulice, wie z kim trzymać sztamę, a komu lepiej nie wjeżdżać w drogę. Gdy pewna urocza, czerwona wyścigówka wpadnie w kłopoty, Klakson będzie musiał stanąć maska w maskę z hersztem gangu wielotonowych ciężarówek, które nie boją się nawet radiowozów. Klakson da z siebie pełną moc, skrzyknie wszystkich blaszanych kumpli i paląc gumy ruszy do boju. Bo gdy ma się odwagę i olej w silniku, niestraszny żaden poślizg.

## Odbiór
Szacowany łączny dochód z dystrybucji filmu sięgnął 1,3 miliona dolarów, z czego 137 tysięcy dolarów w Polsce. Dziennik „The Guardian” ocenił film na jedną gwiazdkę w pięciostopniowej skali i oskarżył twórców o plagiat względem  filmu Auta. Podobną ocenę wystawili m.in. tygodnik „Radio Times” (2/5), organizacja Common Sense Media  (2/5) zarzucając podobieństwo do produkcji wytwórni Pixar.